# Dichtheitssatz von Kaplansky
Der Dichtheitssatz von Kaplansky (nach Irving Kaplansky) zählt zu den grundlegenden Sätzen der Theorie der Von-Neumann-Algebren. Dabei handelt es sich um eine Reihe von Aussagen über Approximierbarkeit bzgl. der starken Operatortopologie.

## Formulierung des Satzes
Sei {\displaystyle A\subset L(H)} eine bzgl. der Involution abgeschlossene Unteralgebra der stetigen linearen Operatoren auf dem Hilbertraum {\displaystyle H}. Wir betrachten auf {\displaystyle L(H)} die starke Operatortopologie, d. h. die Topologie der punktweisen Normkonvergenz: Ein Netz {\displaystyle (T_{i})_{i}} konvergiert genau dann gegen 0, wenn {\displaystyle \|T_{i}x\|\rightarrow 0} für alle {\displaystyle x\in H}. Der 
Abschluss in dieser Topologie, der sogenannte starke Abschluss, werde mit einem Querstrich bezeichnet. In dieser Situation gilt der Dichtheitssatz von Kaplansky:
- Ist {\displaystyle T\in L(H)} mit {\displaystyle \|T\|\leq 1} durch Operatoren aus A approximierbar (bzgl. der starken Operatortopologie), so kann man T auch durch Operatoren aus A mit Norm kleiner gleich 1 approximieren:

{\displaystyle \{T\in {\overline {A}};\,\|T\|\leq 1\}={\overline {\{T\in A;\,\|T\|\leq 1\}}}}.
- Ist {\displaystyle T\in L(H)} selbstadjungiert mit {\displaystyle \|T\|\leq 1} durch Operatoren aus A approximierbar, so kann man T auch durch selbstadjungierte Operatoren aus A mit Norm kleiner gleich 1 approximieren:

{\displaystyle \{T\in {\overline {A}};\,\|T\|\leq 1,T^{*}=T\}={\overline {\{T\in A;\,\|T\|\leq 1,T^{*}=T\}}}}.
- Ist {\displaystyle T\in L(H)} positiv mit {\displaystyle \|T\|\leq 1} durch Operatoren aus A approximierbar, so kann man T auch durch positive Operatoren aus A mit Norm kleiner gleich 1 approximieren:

{\displaystyle \{T\in {\overline {A}};\,\|T\|\leq 1,T\geq 0\}={\overline {\{T\in A;\,\|T\|\leq 1,T\geq 0\}}}}.
- Ist A eine  C*-Algebra mit 1 und der unitäre Operator {\displaystyle T\in L(H)} durch Operatoren aus A approximierbar, so kann man T auch durch unitäre Operatoren aus A approximieren:

{\displaystyle \{T\in {\overline {A}};\,T^{*}=T^{-1}\}\subset {\overline {\{T\in A;\,T^{*}=T^{-1}\}}}},
der Zusatz {\displaystyle \|T\|\leq 1} ist hier nicht nötig, denn es folgt sogar {\displaystyle \|T\|=1} für alle Elemente mit {\displaystyle T^{*}=T^{-1}}.
Man beachte, dass obige Aussage über selbstadjungierte Operatoren nicht trivial aus der ersten Aussage folgt, denn die Involution ist bzgl. der starken Operatortopologie unstetig: Ist {\displaystyle S\in L(\ell ^{2})} der Shiftoperator, so ist {\displaystyle (S^{n})^{*}\to 0} in der starken Operatortopologie, aber {\displaystyle ((S^{n})^{*})^{*}\,=\,S^{n}} konvergiert nicht gegen 0.
Es ist klar, dass man in den ersten drei Punkten obigen Satzes die Bedingungen {\displaystyle \|\cdot \|\leq 1} zu {\displaystyle \|\cdot \|\leq r} für jedes {\displaystyle r>0} verallgemeinern kann, denn die Multiplikation mit dem Skalar {\displaystyle r} ist ein Homöomorphismus.
In der Originalarbeit von Kaplansky lautet der Satz:
Sind {\displaystyle {\mathcal {M}}} und {\displaystyle {\mathcal {N}}} *-Algebren von Operatoren auf einem Hilbertraum, {\displaystyle {\mathcal {M}}\subset {\mathcal {N}}} und {\displaystyle {\mathcal {M}}} sei stark dicht in {\displaystyle {\mathcal {N}}}. Dann ist die Einheitskugel von {\displaystyle {\mathcal {M}}} stark dicht in der Einheitskugel von {\displaystyle {\mathcal {N}}}.

## Bedeutung
Der Dichtheitssatz von Kaplansky stellt für viele Sätze aus der Theorie der C*-Algebren und Von-Neumann-Algebren ein wichtiges technisches Hilfsmittel dar, er ist ein grundlegender Satz in der Theorie der Von-Neumann-Algebren. Gert K. Pedersen schreibt in seinem Buch C*-Algebras and Their Automorphism Groups:
The density theorem is Kaplansky's great gift to mankind. It can be used every day, and twice on Sundays.
(Der Dichtheitssatz ist Kaplanskys großes Geschenk an die Menschheit. Man kann ihn täglich benutzen, und sonntags zweimal.)

## Typische Anwendung
- Sei {\displaystyle H} ein separabler Hilbertraum und {\displaystyle A\subset L(H)} eine bzgl. der Involution abgeschlossene Unteralgebra. Dann kann man jedes {\displaystyle T\in {\overline {A}}} durch eine Folge aus {\displaystyle A} approximieren.[4]

Zum Beweis sei {\displaystyle (x_{n})_{n}} eine dichte Folge in {\displaystyle H}. Ist {\displaystyle r=\|T\|}, so kann man nach obigem Dichtheitssatz von Kaplansky zu jedem {\displaystyle n\in \mathbb {N} } ein {\displaystyle T_{n}\in A} mit {\displaystyle \|T_{n}\|\leq r} und 
{\displaystyle \textstyle \|T_{n}x_{k}-Tx_{k}\|<{\frac {1}{n}},\,k=1,\ldots ,n} finden. 
Ist nun {\displaystyle x\in H}, so gibt zu {\displaystyle \epsilon >0} ein {\displaystyle N\in \mathbb {N} } mit {\displaystyle \textstyle \|x_{N}-x\|<{\frac {\epsilon }{3r}}}. Dann gilt für alle {\displaystyle \textstyle n\geq \max\{{\frac {3}{\epsilon }},N\}}
{\displaystyle \|T_{n}x-Tx\|\leq \|T_{n}\|\|x-x_{N}\|+\|T_{n}x_{N}-Tx_{N}\|+\|T\|\|x_{N}-x\|\leq r{\frac {\epsilon }{3r}}+{\frac {1}{n}}+r{\frac {\epsilon }{3r}}\leq \epsilon }
und daher {\displaystyle T_{n}\rightarrow T} in der starken Operatortopologie.
Man sieht an diesem Beweis sehr schön, wie das Argument davon abhängt, dass man die approximierenden Operatoren in der Operatornorm beschränkt wählen kann, und dazu dient der Dichtheitssatz von Kaplansky.